# Dębowa Łąka
Dębowa Łąka è un comune rurale polacco del distretto di Wąbrzeźno, nel voivodato della Cuiavia-Pomerania.
Ricopre una superficie di 86,13 km² e nel 2004 contava 3 192 abitanti.